# Shahrestān di Gonabad
Lo shahrestān di Gonabad (farsi شهرستان گناباد) è uno dei 28 shahrestān del Razavi Khorasan, il capoluogo è Gonabad. Lo shahrestān è suddiviso in 2 circoscrizioni (bakhsh): 
- Centrale (بخش مرکزی), con le città di Gonabad e Bidokht.
- Kakhak (بخش کاخک), con la città di Kakhak.

## Climate

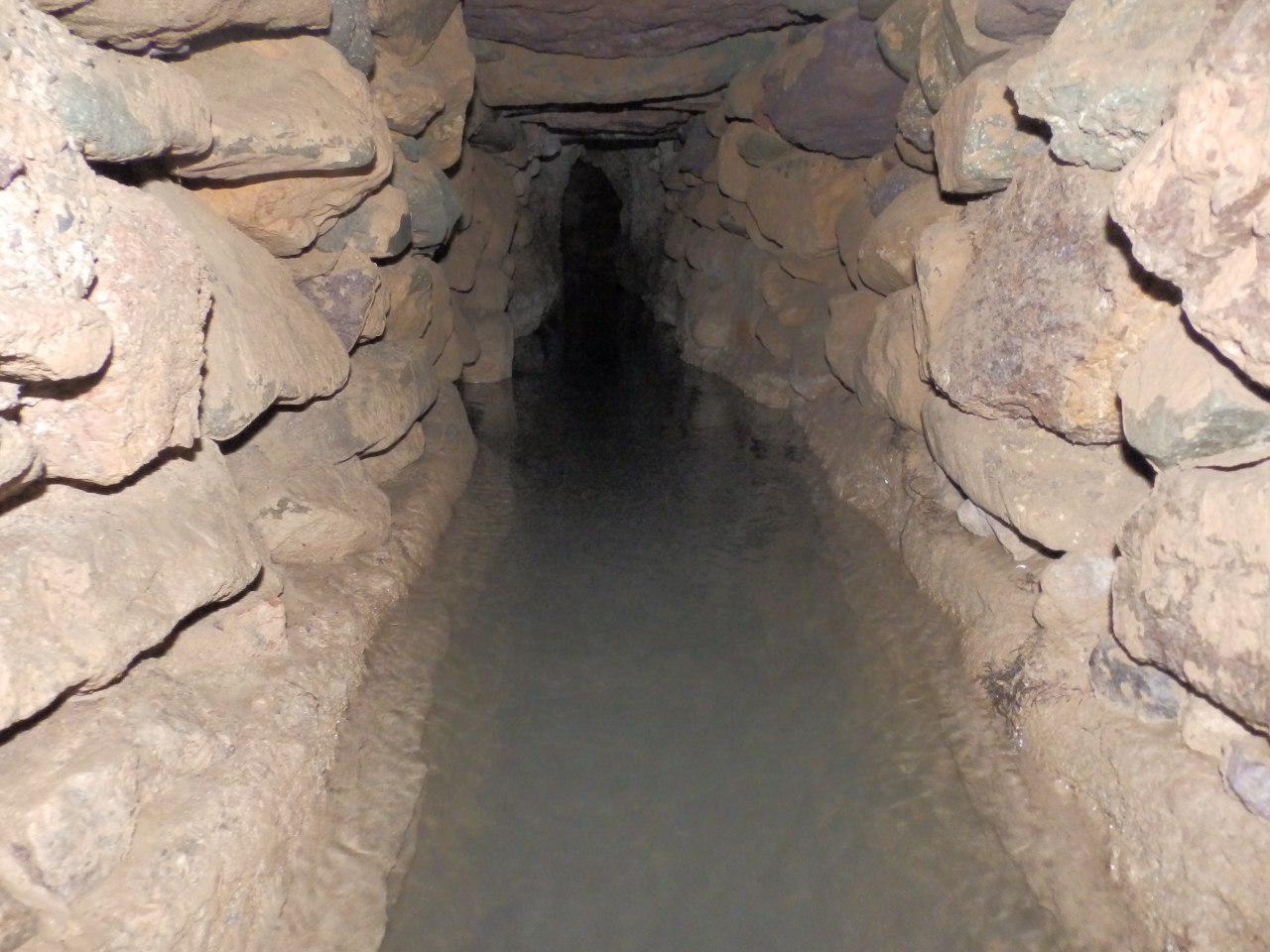
Kariz Zebad

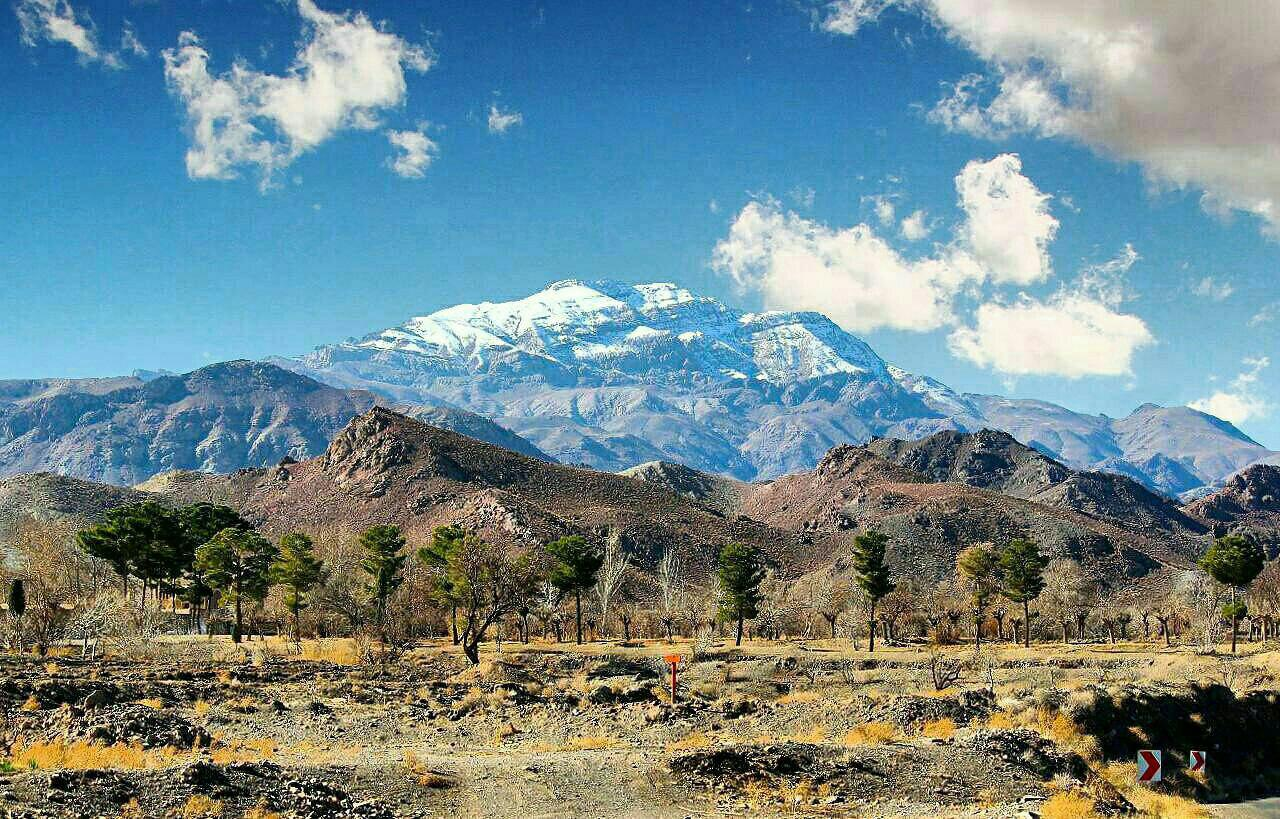
zibad Mountain

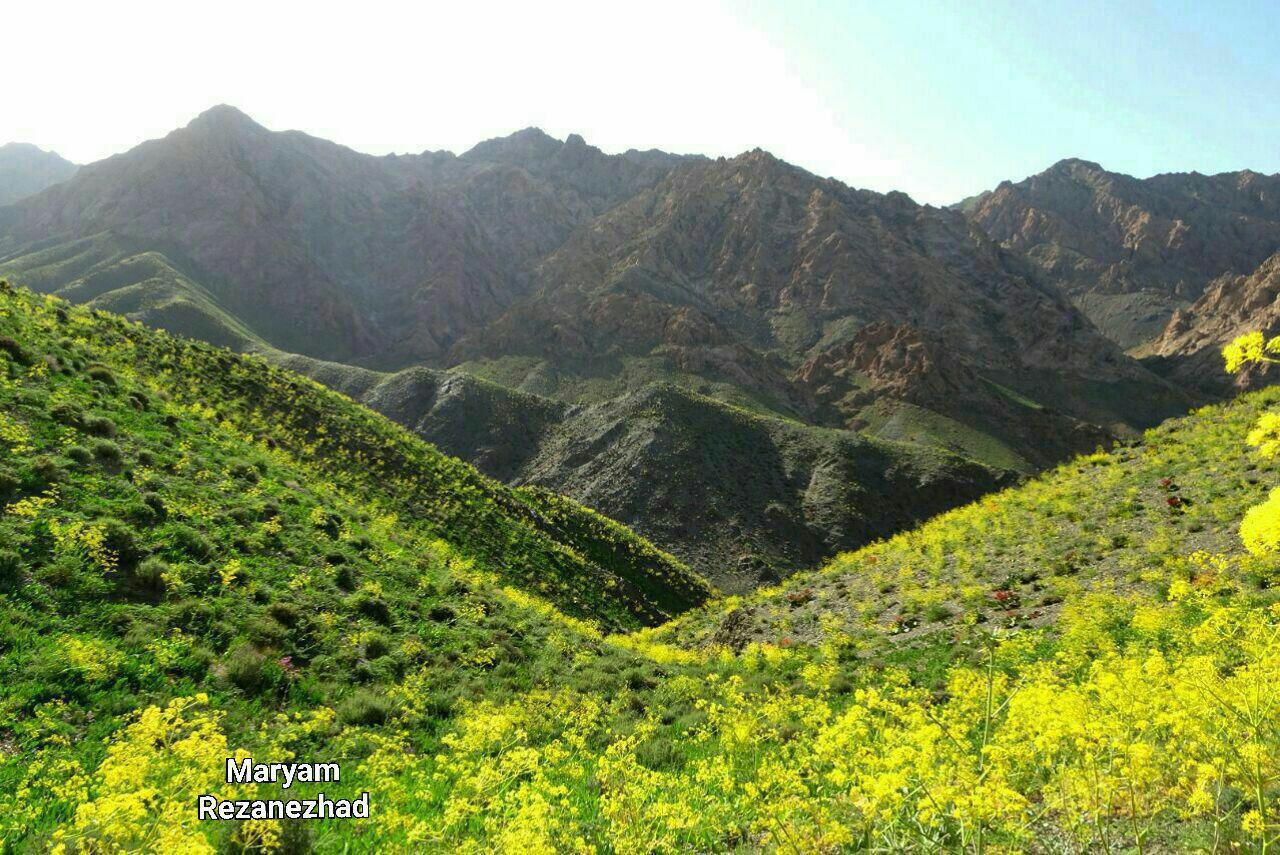
Ferula Zibad

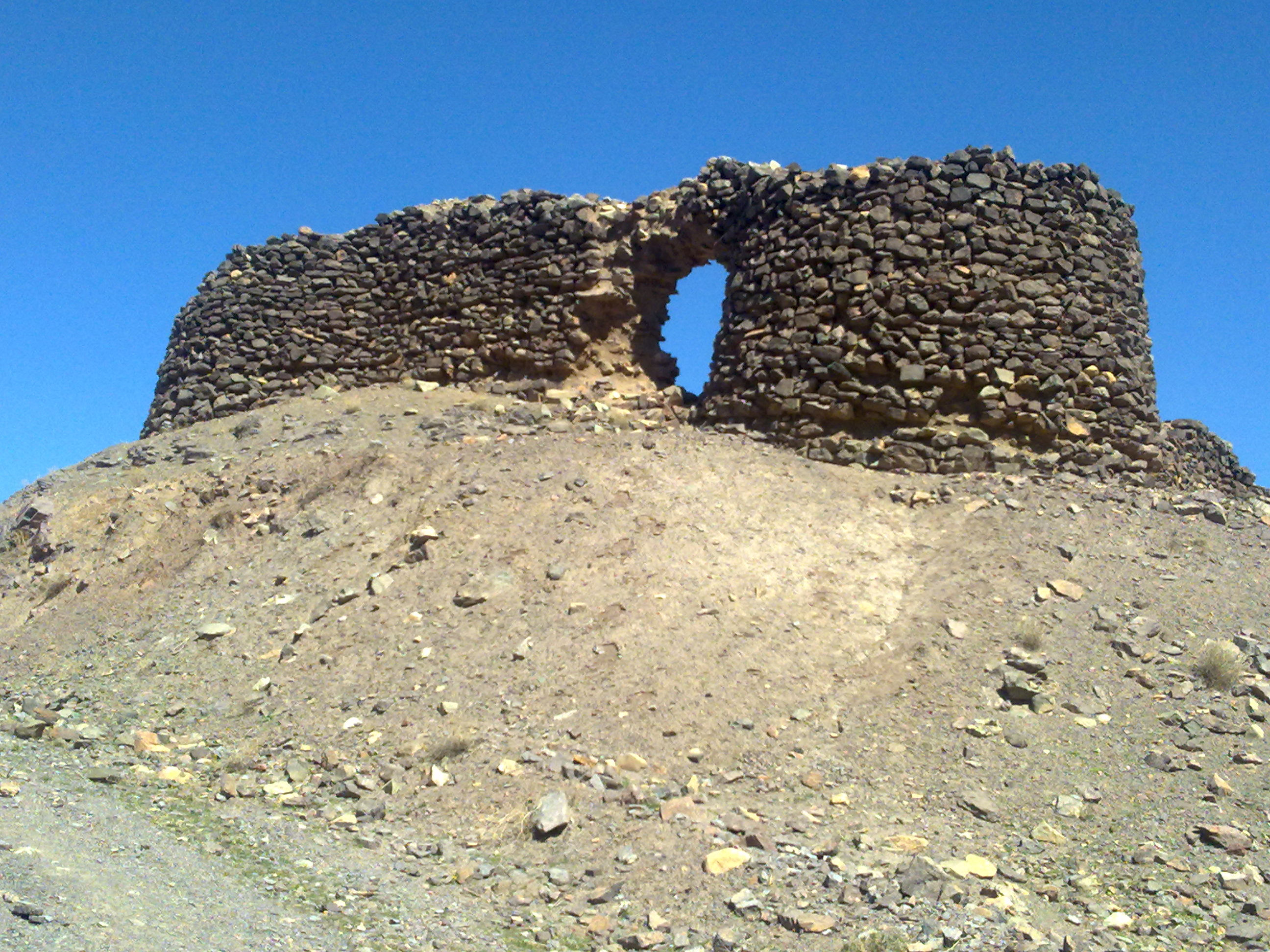
Sassanian Castel

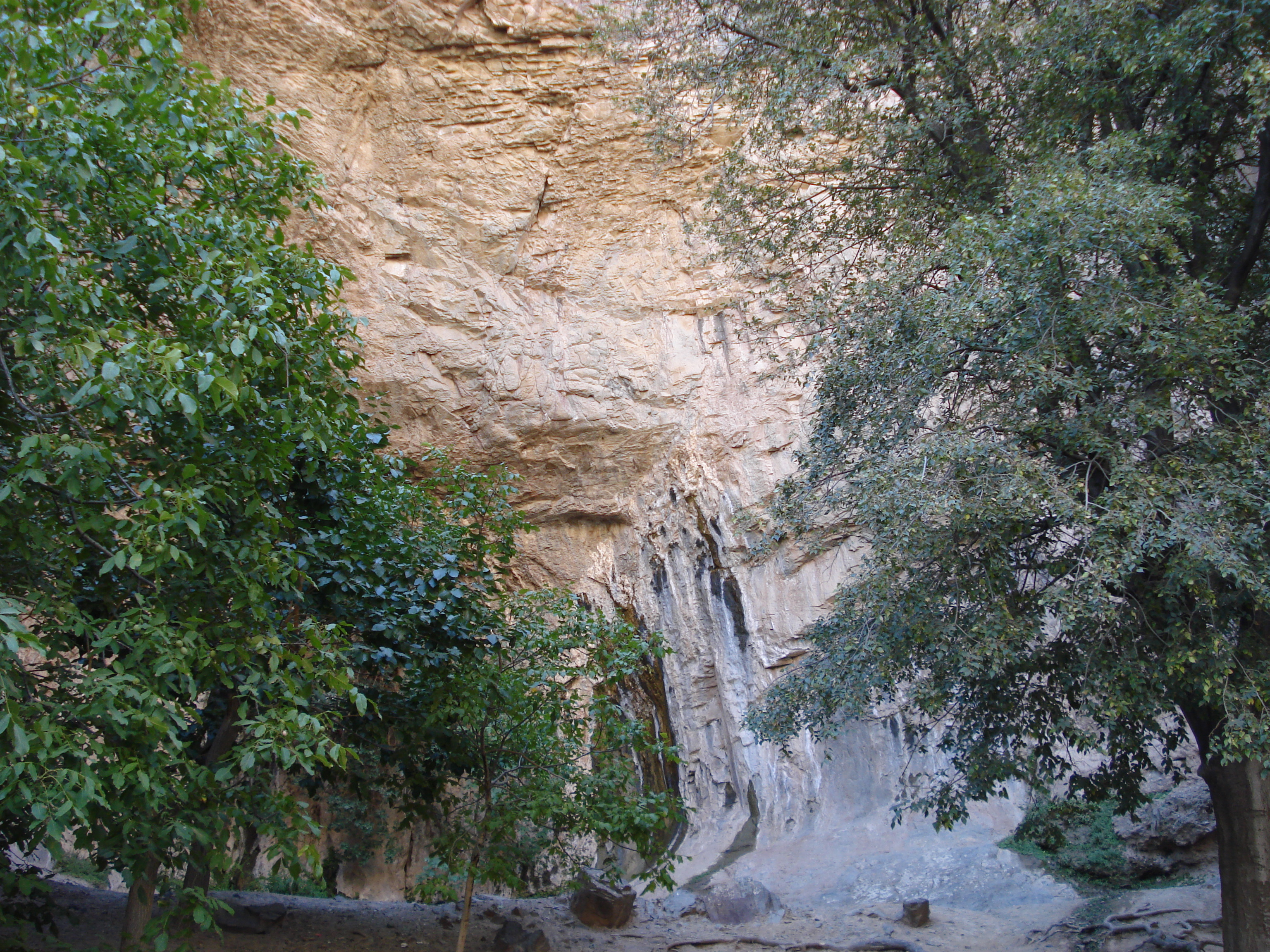
Soufe Zibad

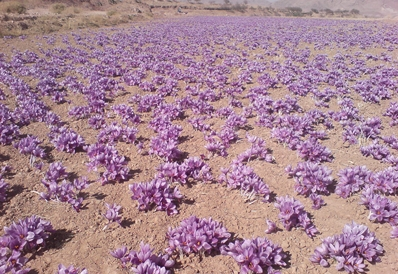
مزرعه کشت زعفران

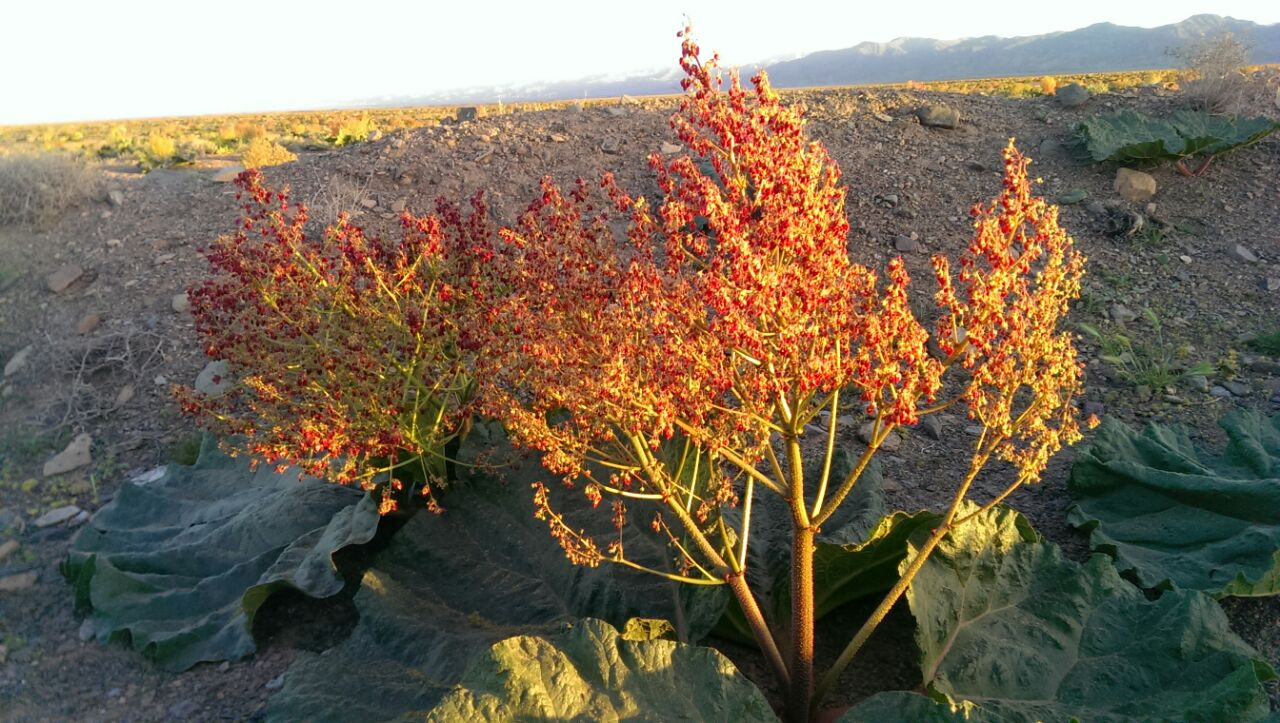
Rivas zibad

Kūh-e Tīr MāhīZibad Gonabad

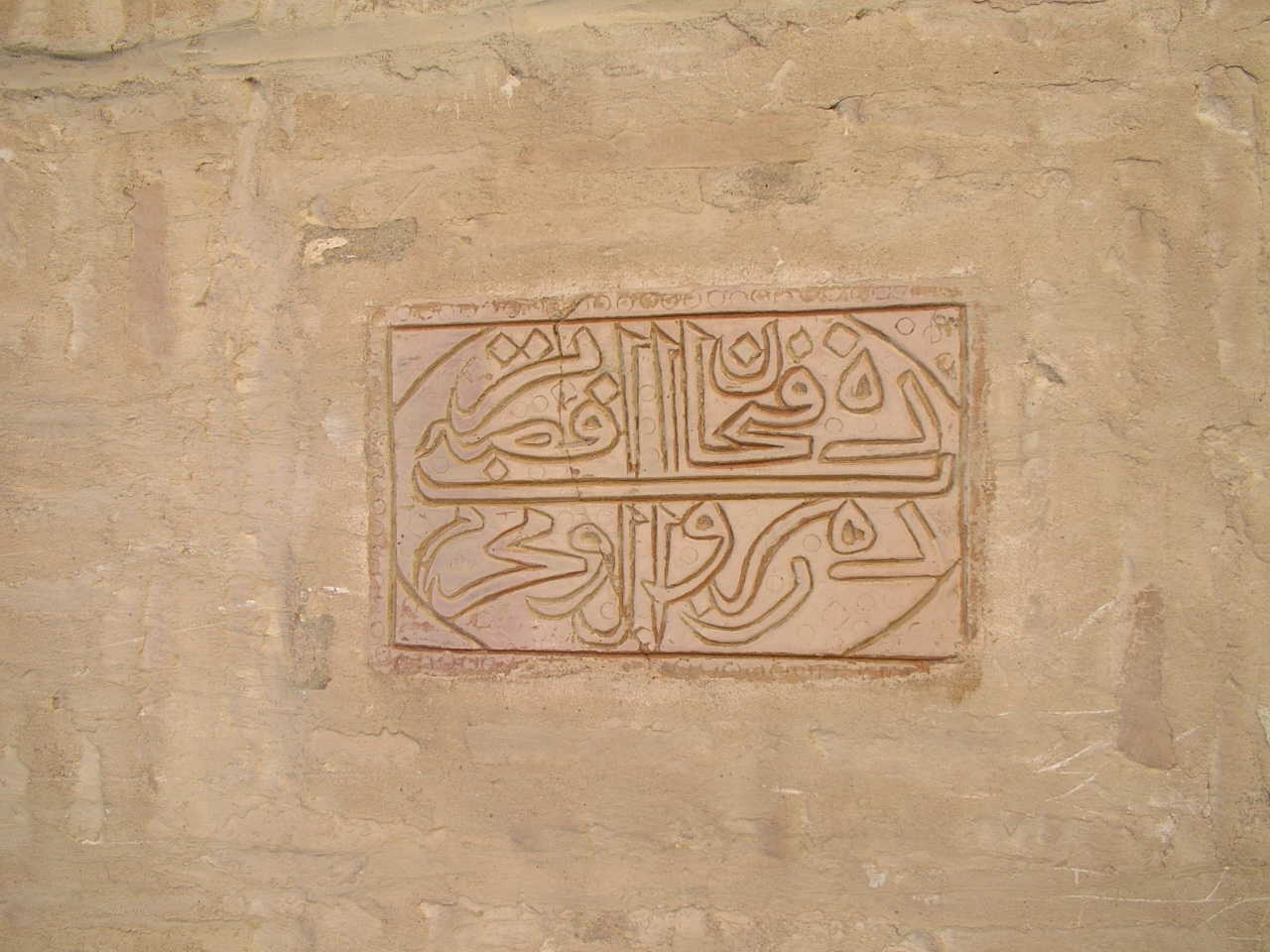
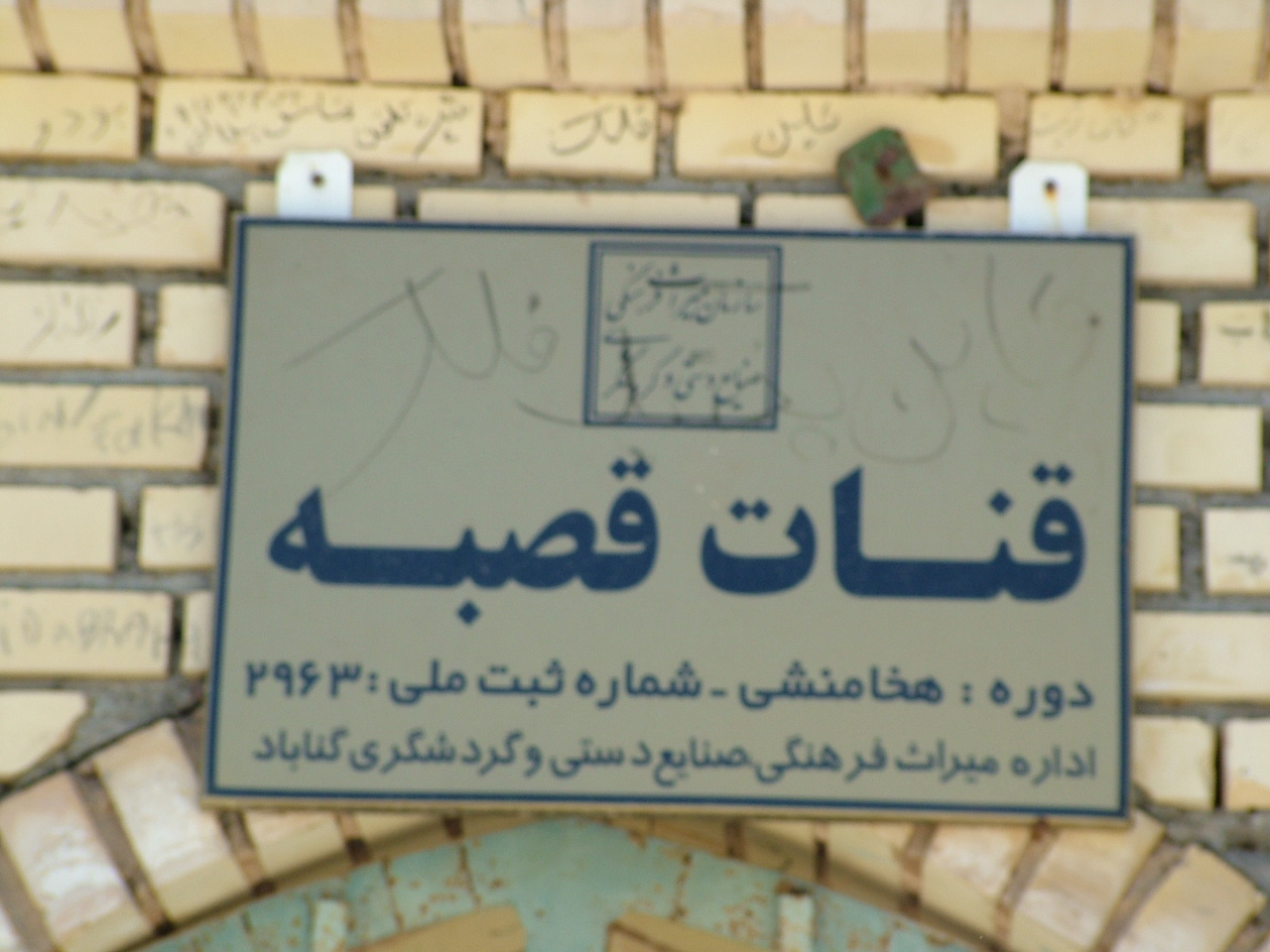
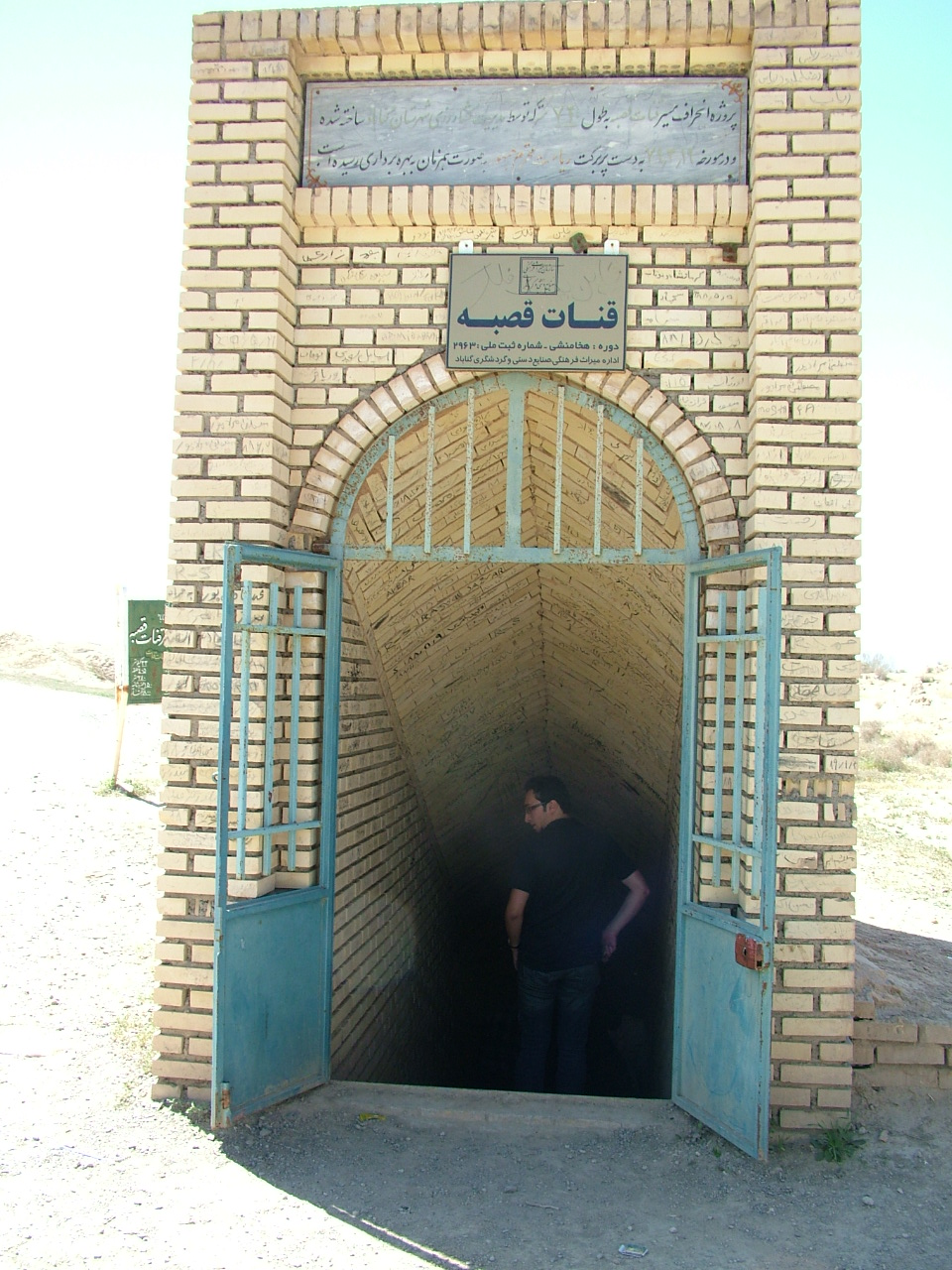
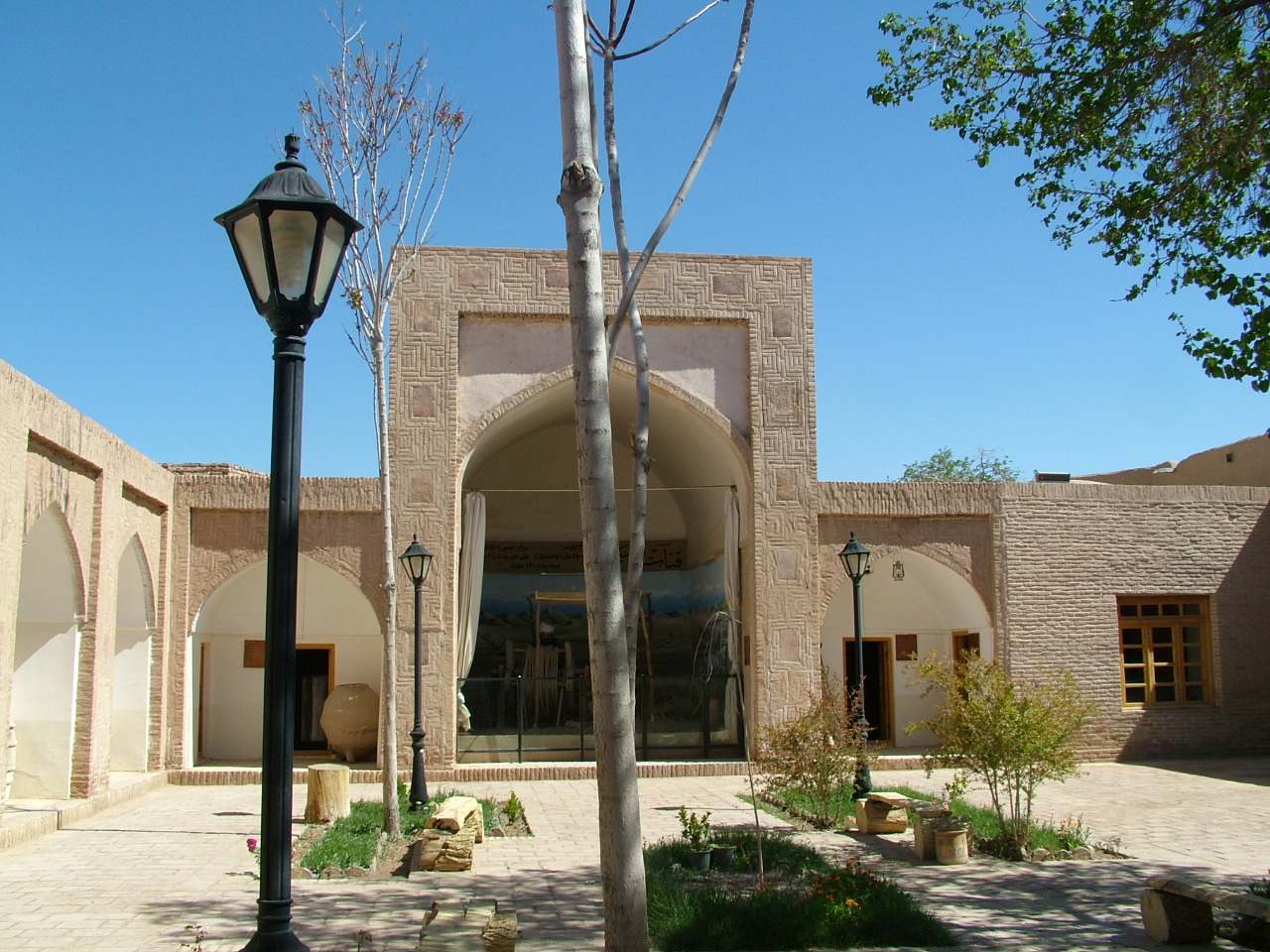
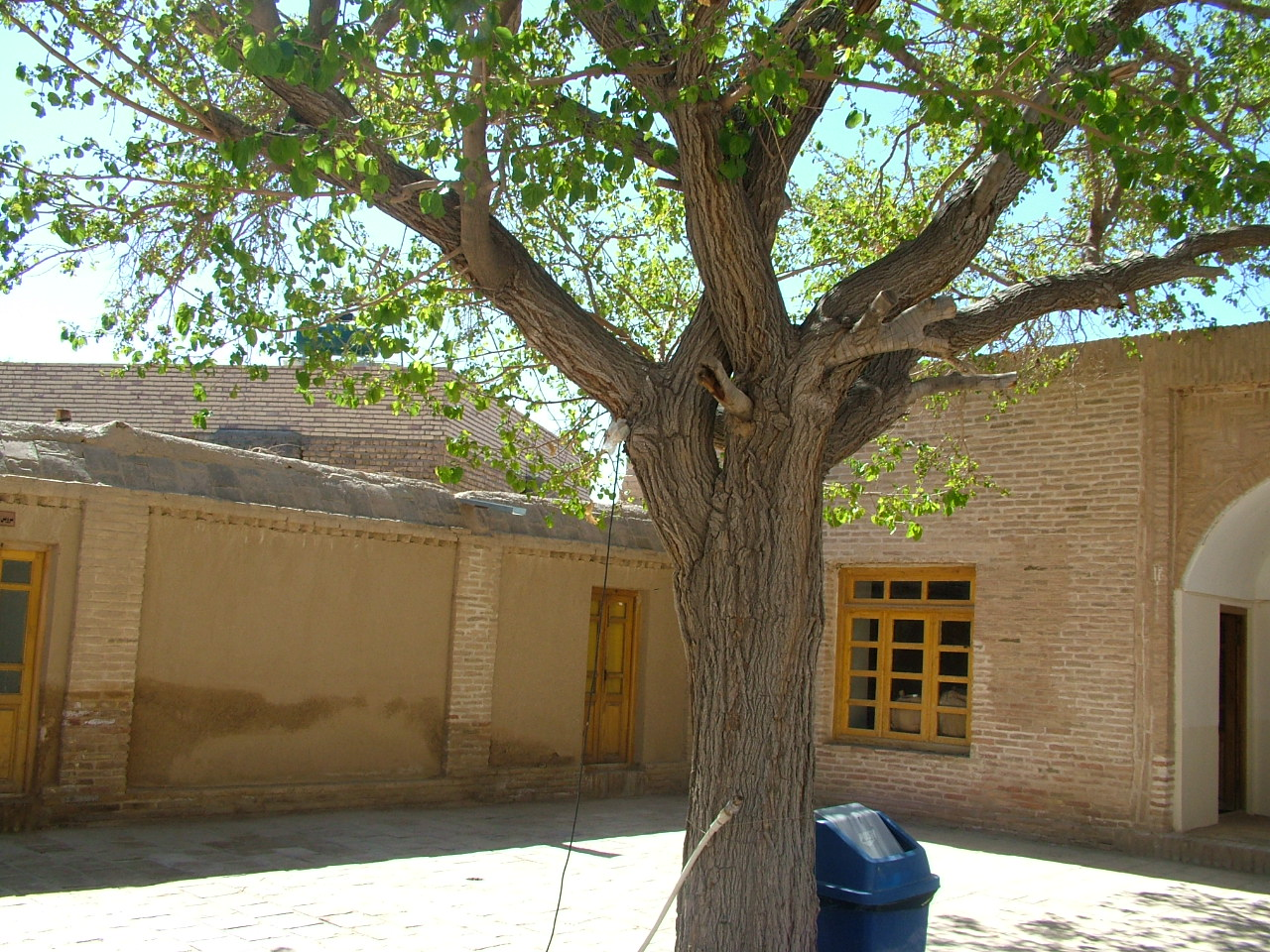
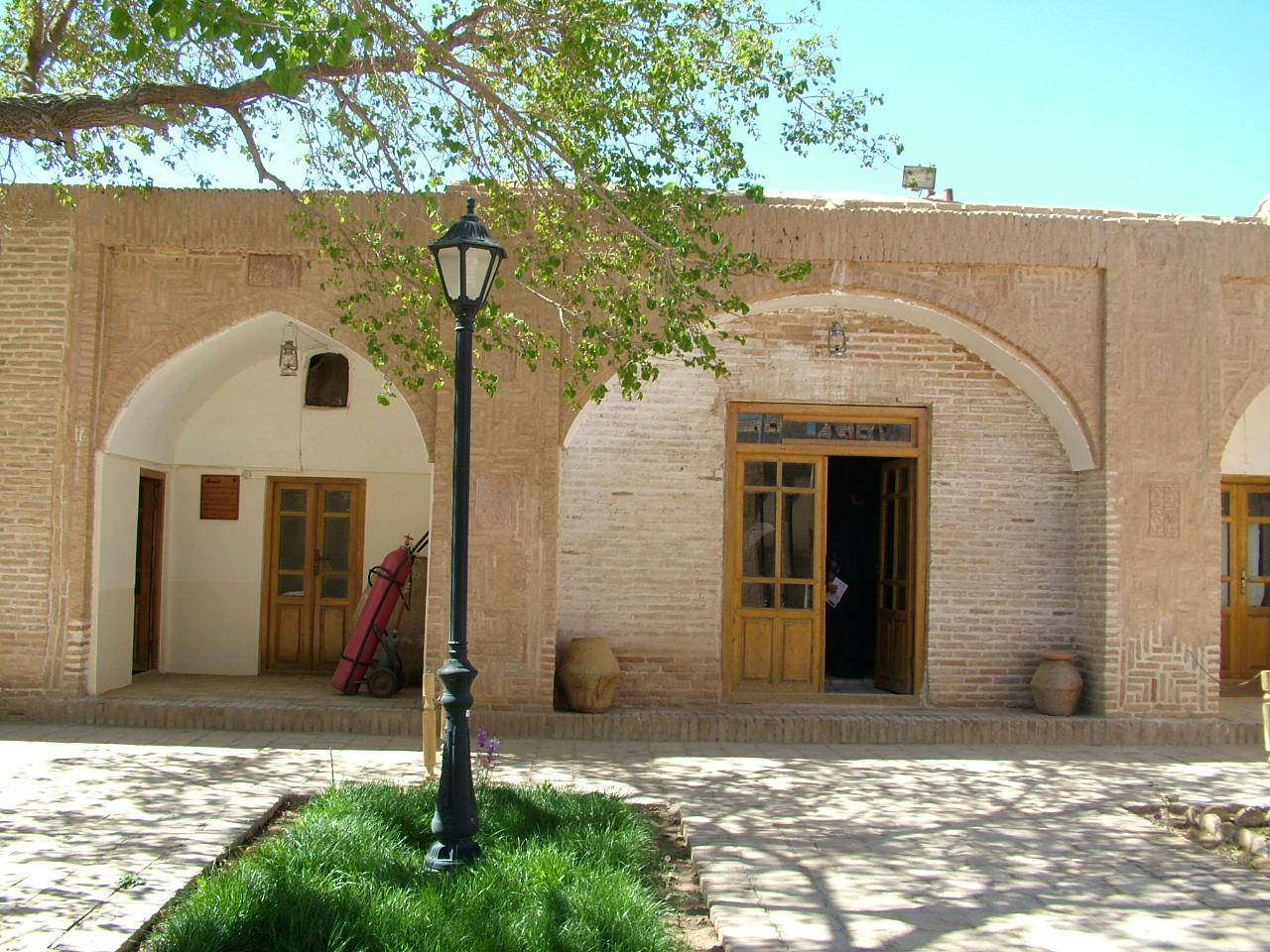
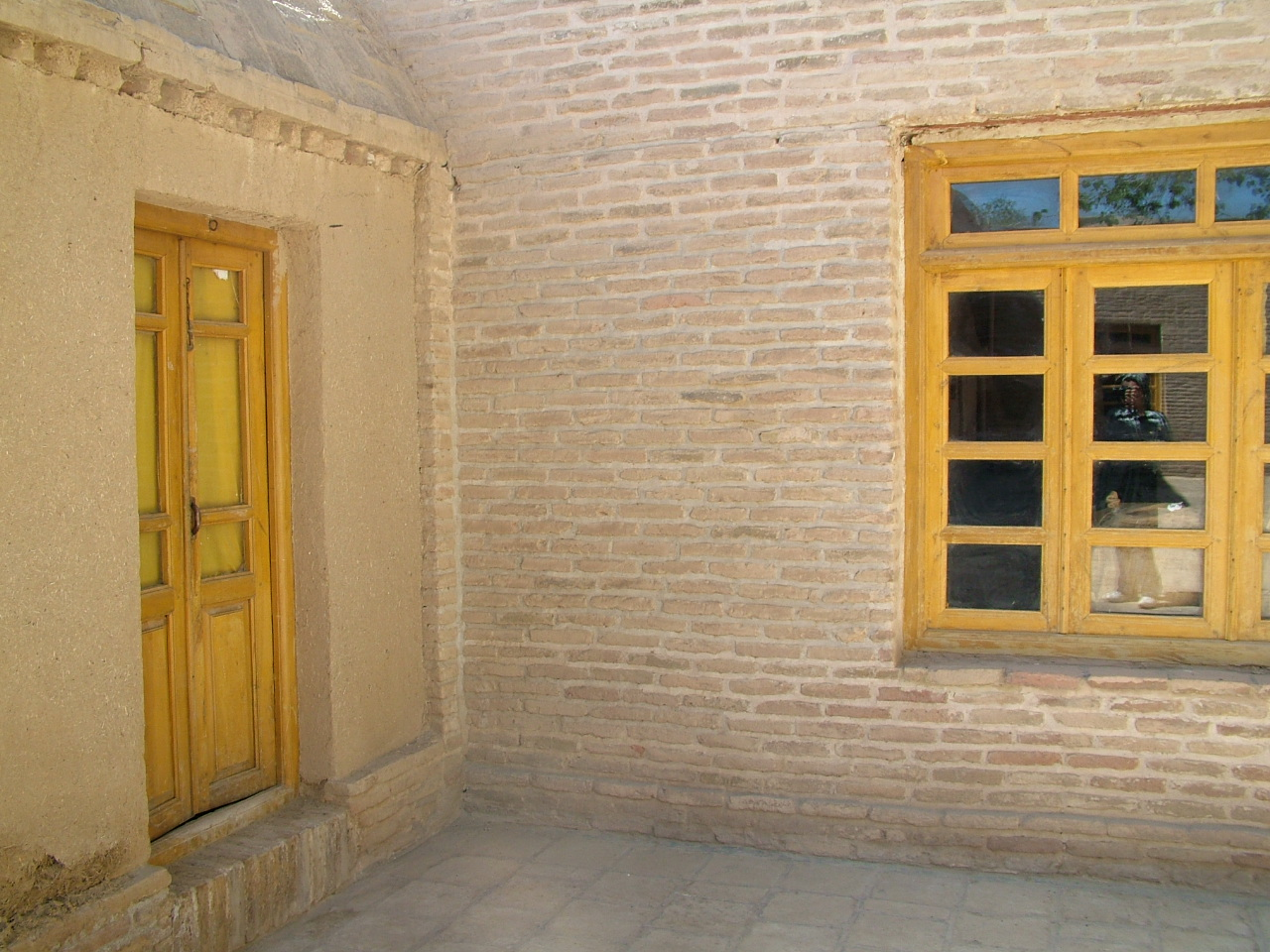
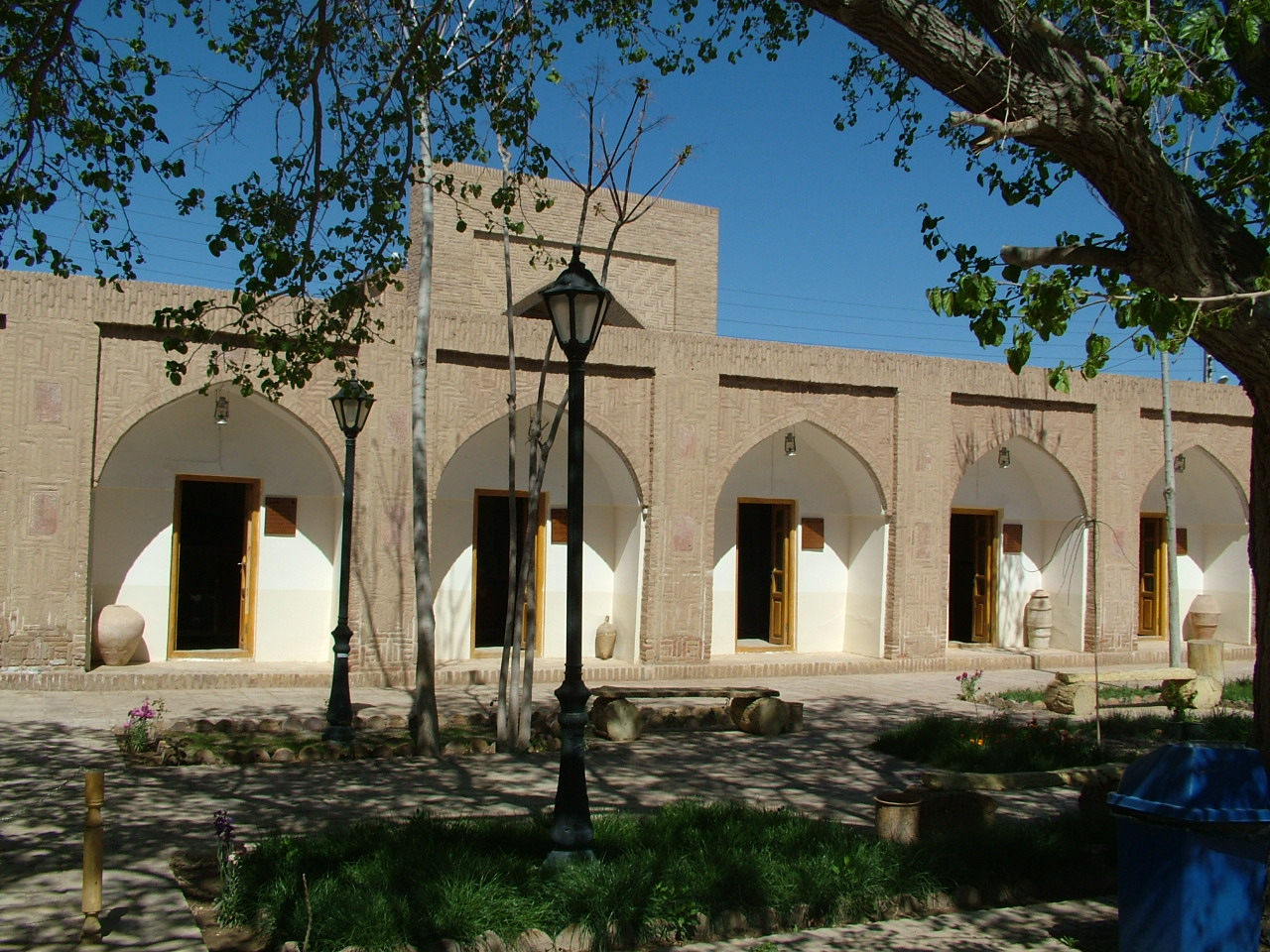
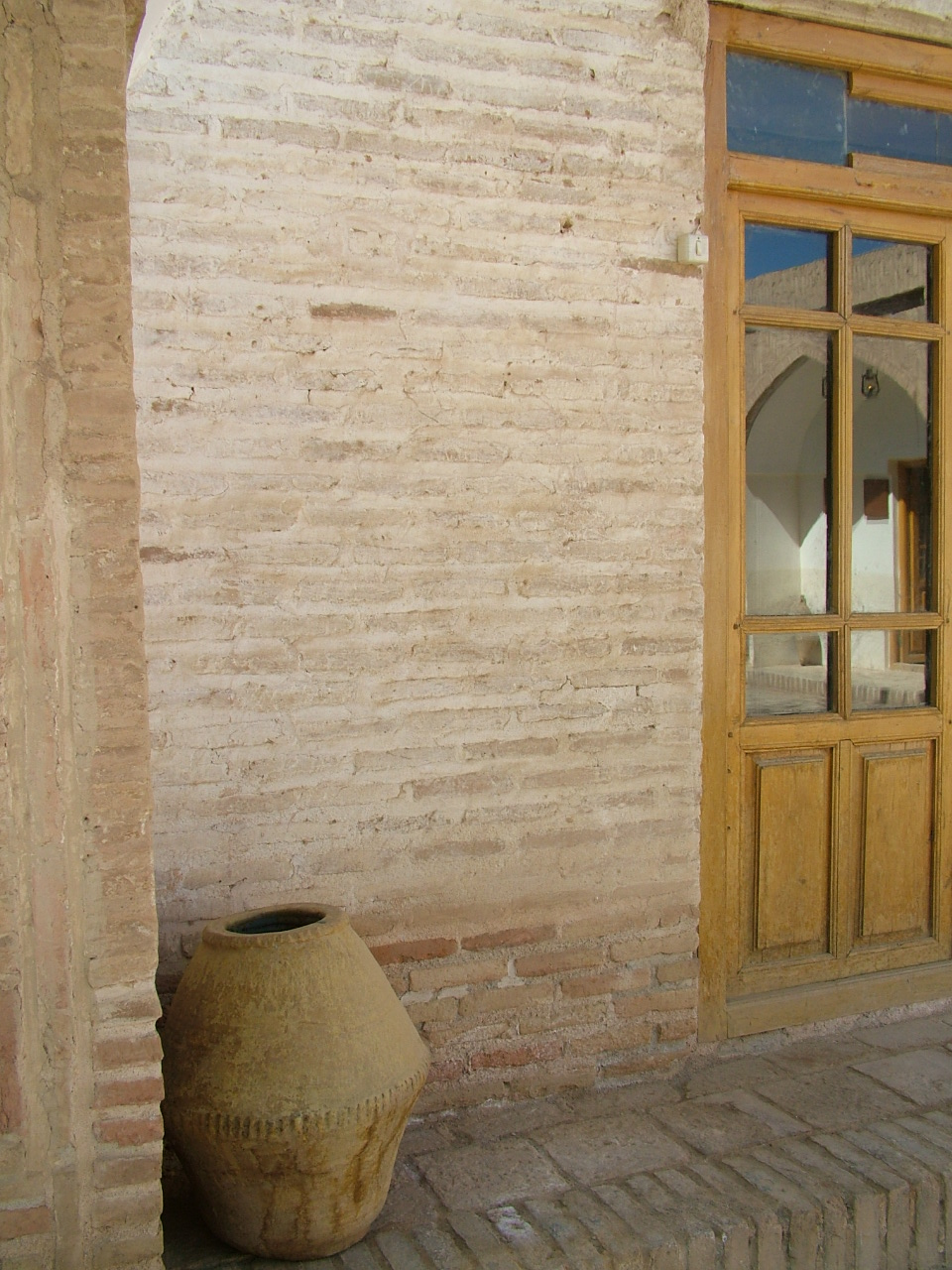
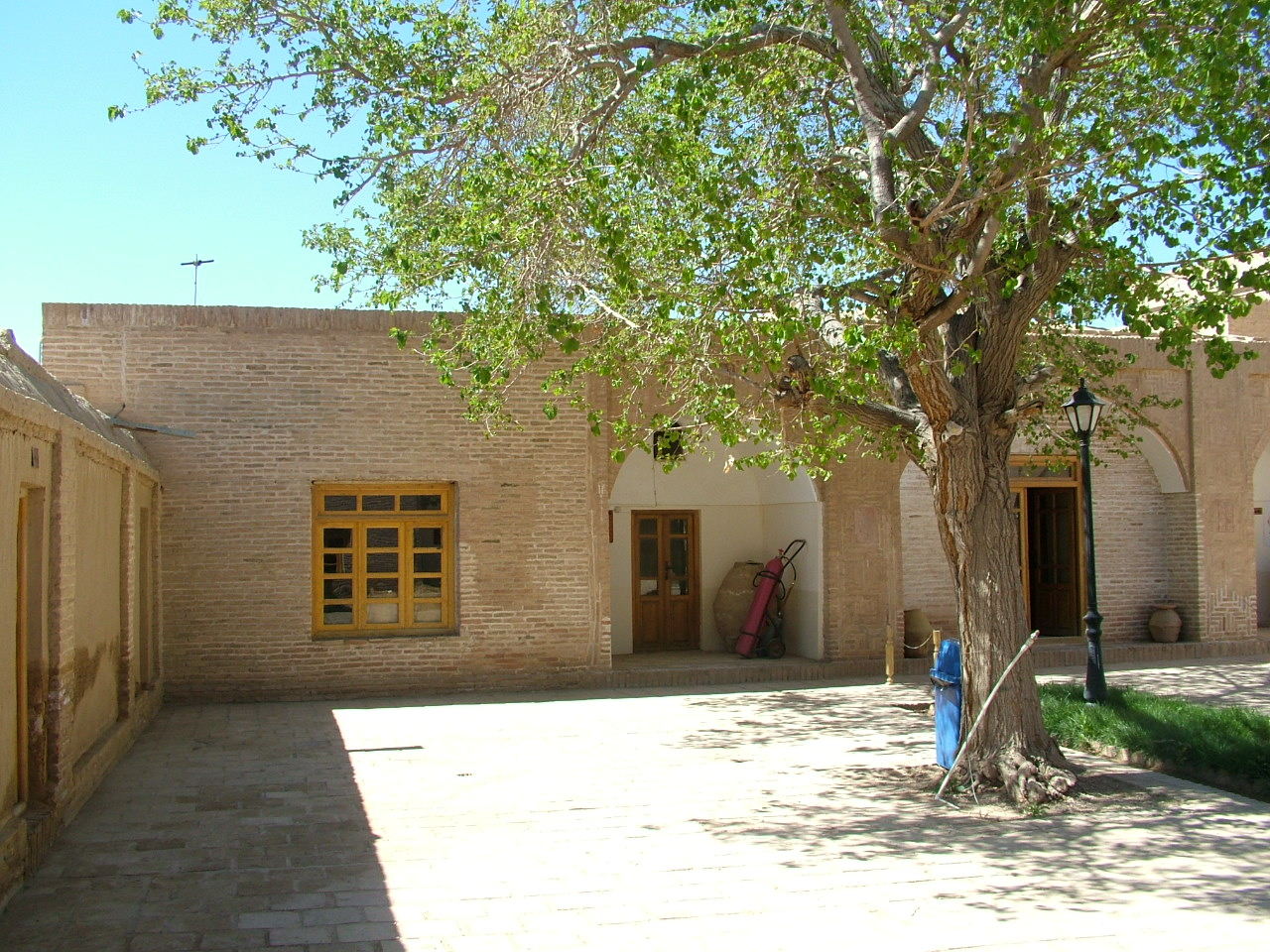
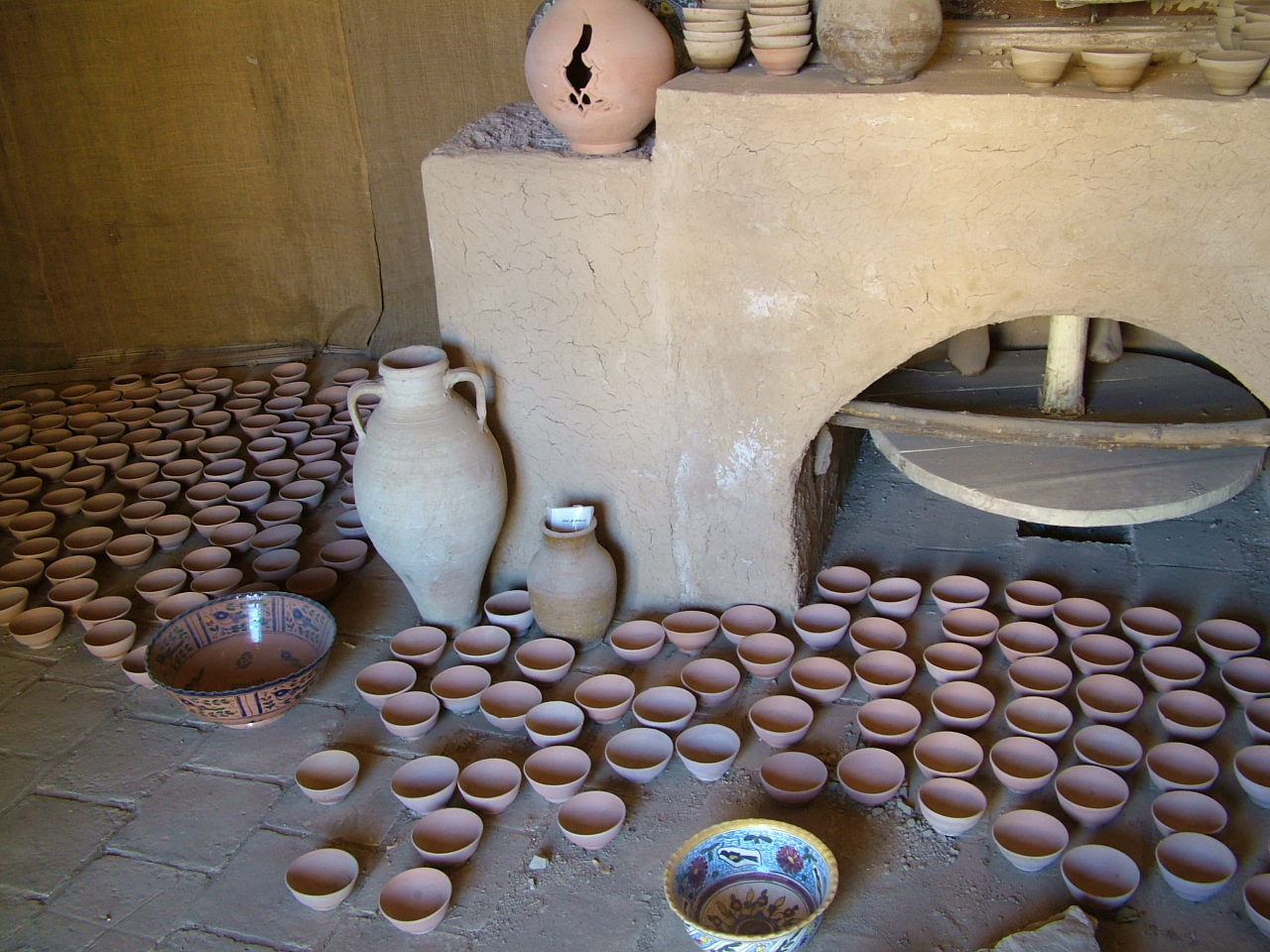
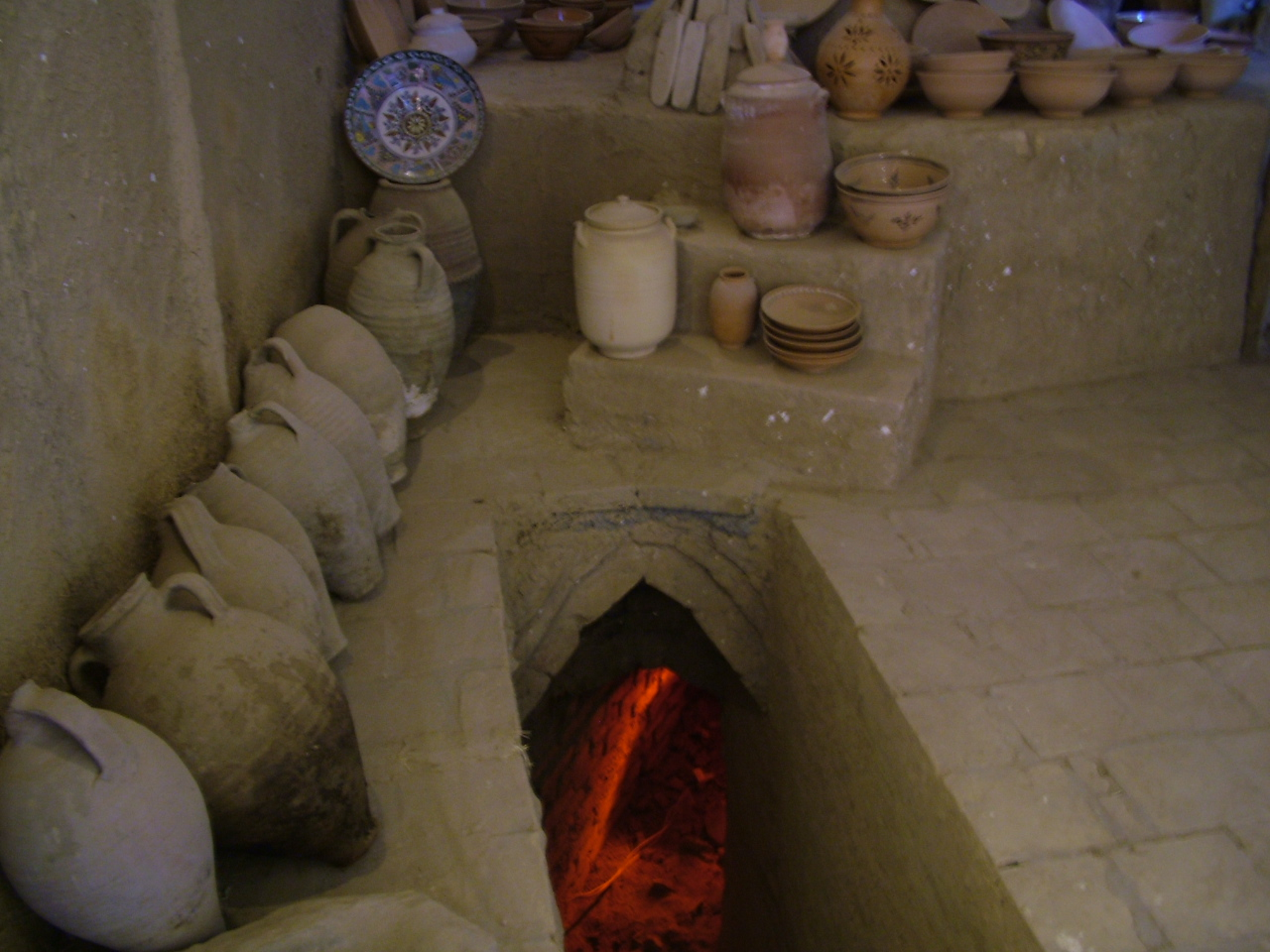
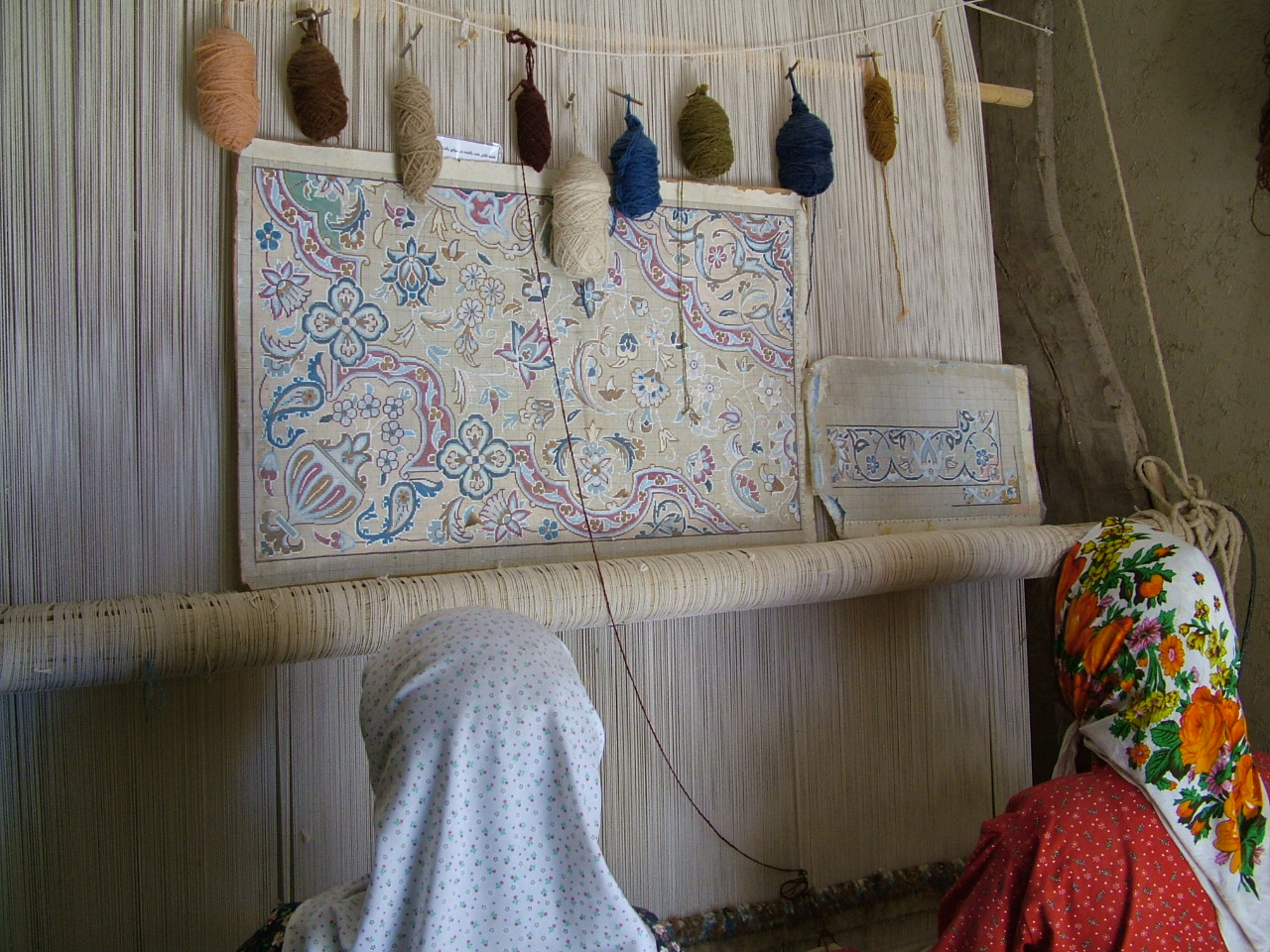
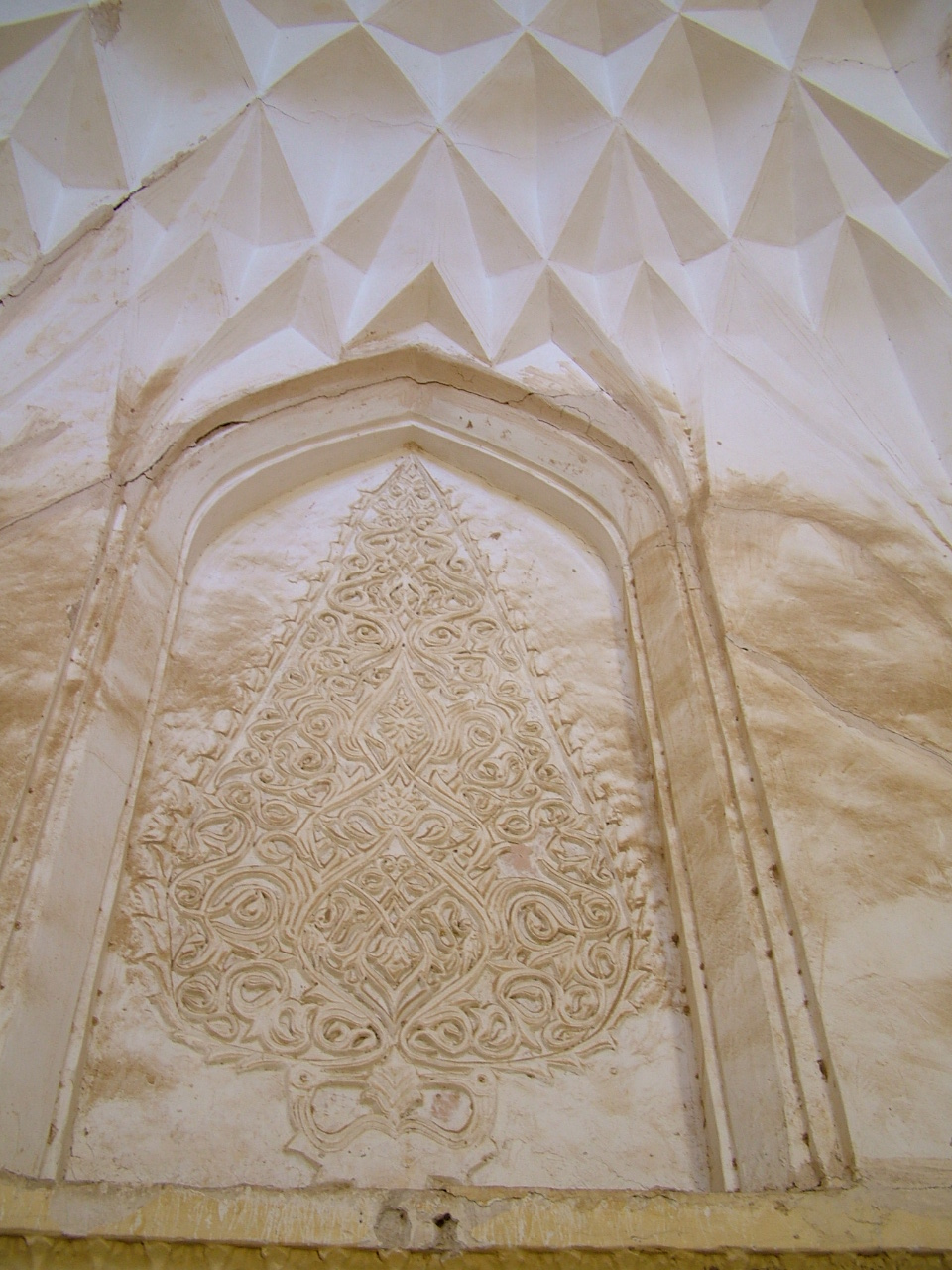
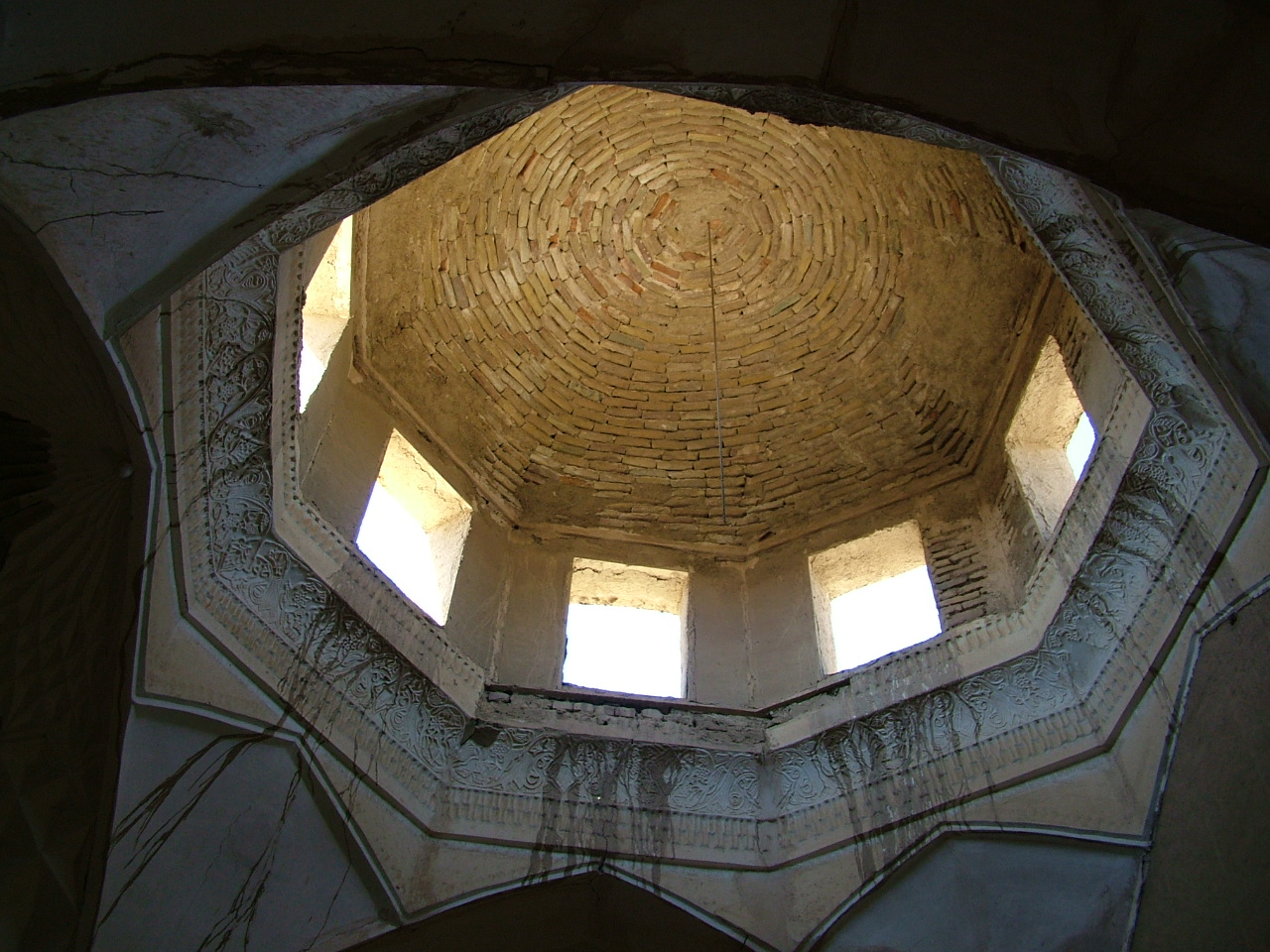
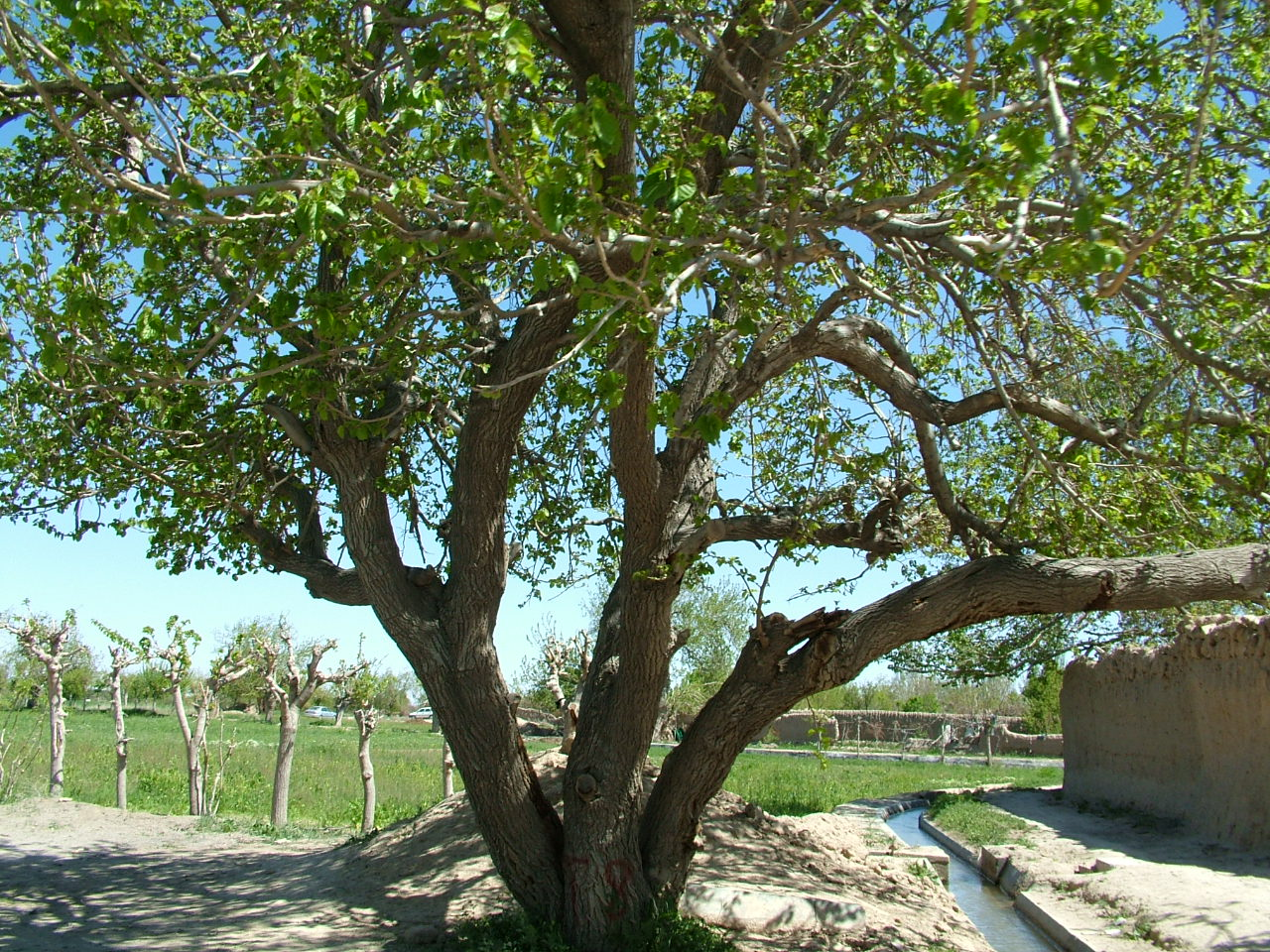
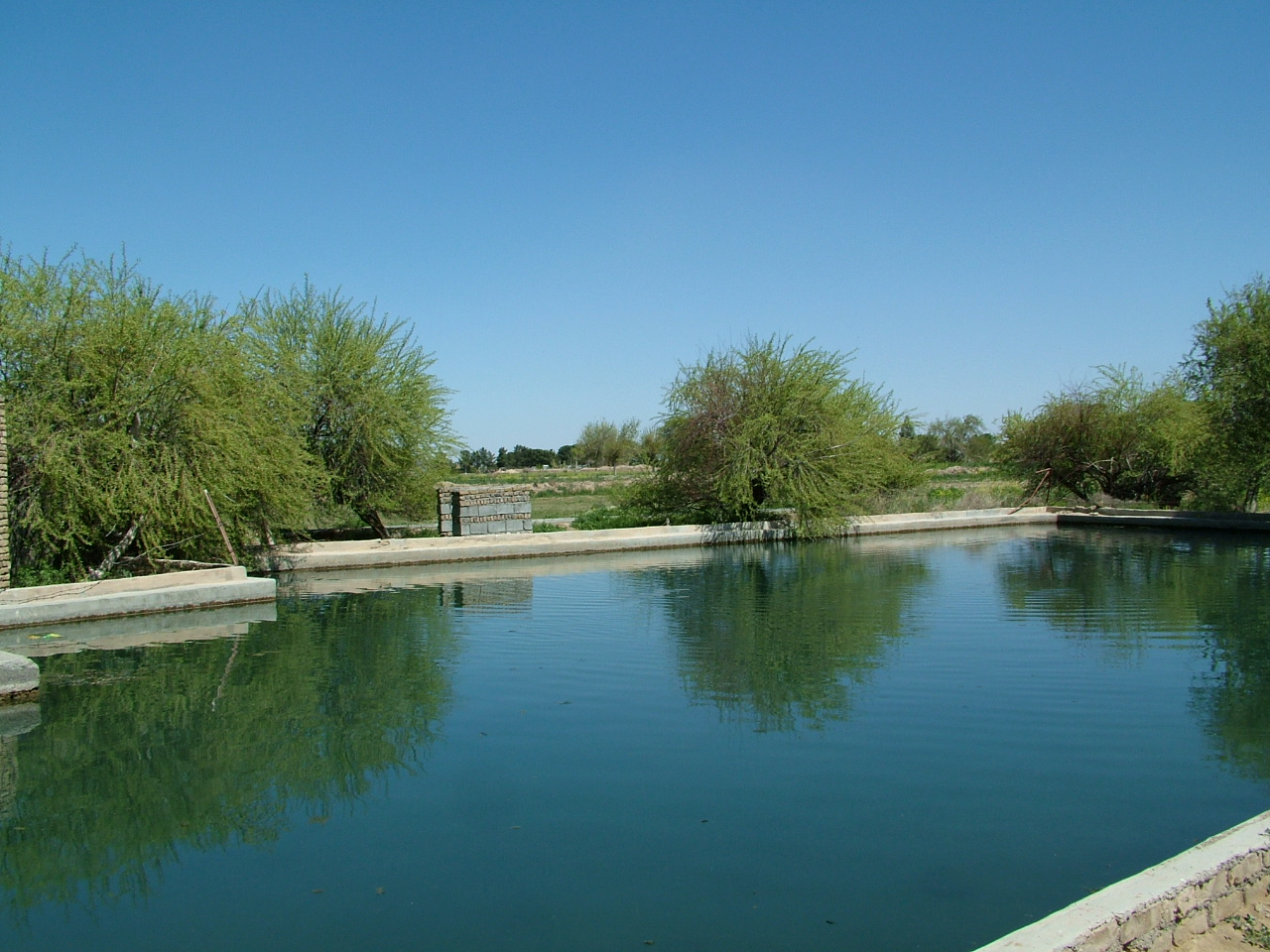
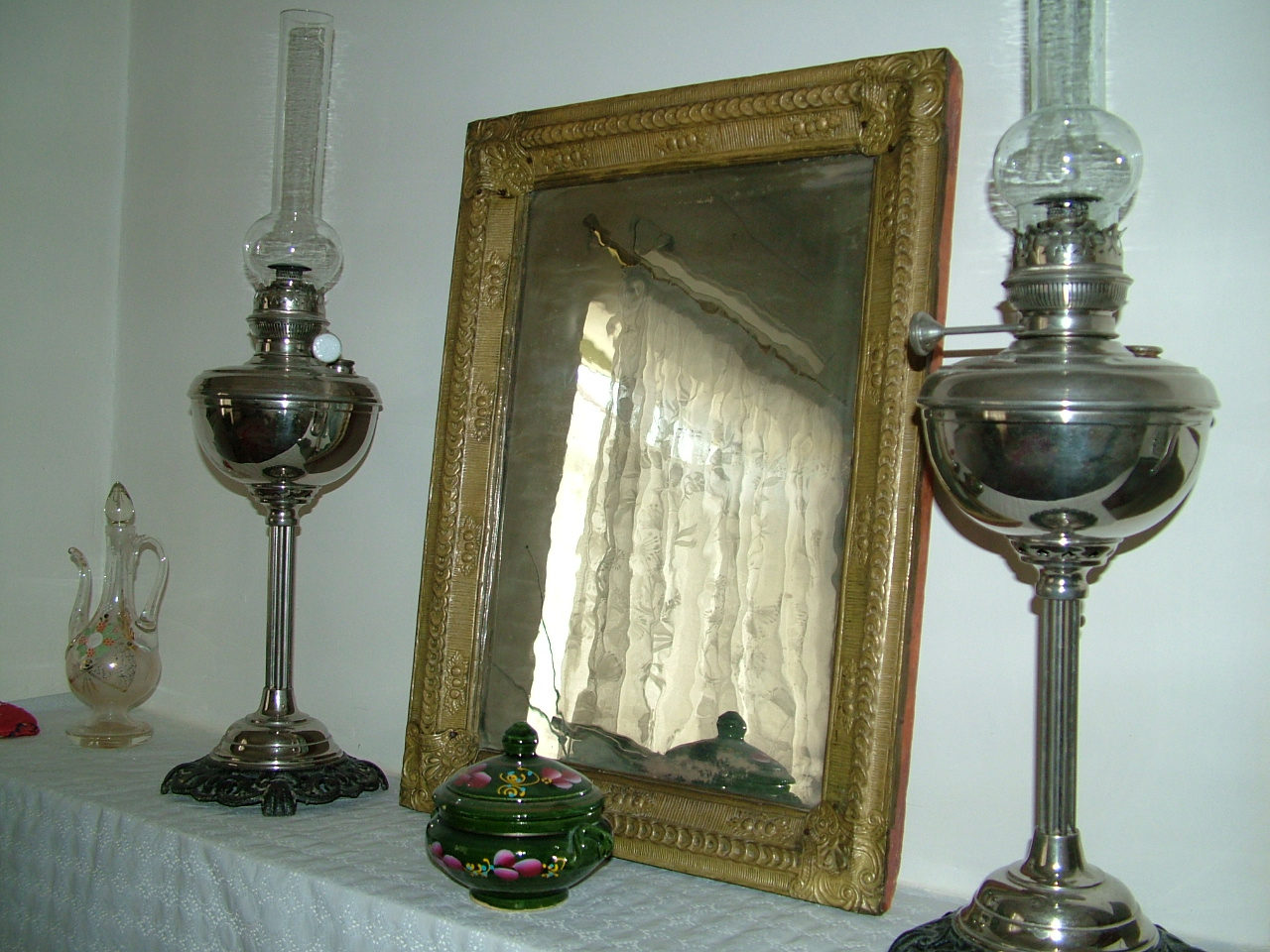

Gonabad located Kūh-e Tīr Māhī